# ساگائه، یاماگاتا
ساگائه در استان یاماگاتا در کشور ژاپن  واقع شده‌است  که دارای جمعیت ۴۳٬۲۹۹ نفر و مساحت ۱۳۹٫۰۸ کیلومتر مربع با تراکم جمعیت ۳۱۱  نفر در کیلومترمربع است و در تاریخ ۱ اوت ۱۹۵۴ به عنوان شهر شناخته شد.